# György Pólya

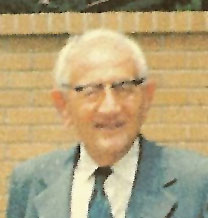
György Pólya

György Pólya (George Pólya) (Boedapest, 13 december 1887 – Palo Alto, 7 september 1985) was een wiskundige, natuurkundige en methodoloog van Hongaarse afkomst; grondlegger van de heuristiek.

## Biografische elementen
- Zijn vader Jakab Pólya (Pollák) was een bekende econoom en corresponderend lid van de Hongaarse Academie voor Wetenschappen (MTA).
- In 1905 werd György student aan de Wetenschappelijke Universiteit van Boedapest. Aanvankelijk studeerde hij rechten, later literatuur en filosofie en ten slotte natuurkunde en wiskunde.
- Later zou hij zeggen dat zijn keuze voor de wiskunde in hoge mate werd bepaald door de Középiskolai Matematikai Lapok (KöMal, een wiskundeblad voor middelbare scholieren), door de Kürschák-wedstrijd en door Lipót Fejér.
- Hij zette zijn studie in 1910 voort in Wenen, daarna in Göttingen en in Parijs.
- Hij verdedigde zijn doctoraat over waarschijnlijkheidsrekening in 1912 in Boedapest.
- In 1914 werd hij docent aan de Technische Hogeschool van Zürich.
- In 1925 verscheen zijn gezamenlijk met Gábor Szegő geschreven verzameling problemen in de analyse, die tot de klassiekers van het genre wordt gerekend.
- In 1940 werd hij hoogleraar aan de Stanford University in Californië.
- In 1953 ging hij met pensioen, maar hield nog voordrachten toen hij 90 jaar oud was.

In 1951 verscheen nogmaals een bekend boek van Pólya en Szegő met resultaten uit de wiskundige natuurkunde. Van de verschillende takken van de wiskunde heeft de cybernetica het meest aan hem te danken.

## Werken

### Wiskundige resultaten
- In 1918 bewees hij met Vinogradov dat als {\displaystyle \chi } een willekeurig niet-principaal Dirichlet-karakter modulo q is, dan

{\displaystyle \sum _{n=M+1}^{M+N}\chi (n)=O({\sqrt {q}}\log q)}
- In 1921 toonde hij aan dat als een punt rondzwerft in een r-dimensionaal raster (dat wil zeggen dat bij elke stap wordt overgegaan naar een van de 2r naburige punten), dan:
  - in dimensie r=1 of 2, het punt bijna zeker oneindig vaak terugkomt naar het startpunt;
  - in dimensies r>2, het punt bijna zeker slechts een eindig aantal keren terugkomt naar het startpunt.
- Hij bewees dat {\displaystyle 2^{z}} de kleinste transcendente analytische functie is die ieder natuurlijk getal op een natuurlijk getal afbeeldt.

### De school van het denken
György Pólya was een promotor van de hervorming van het wiskunde-onderwijs, en een grondlegger van de heuristiek. Zijn in 1945 geschreven "De school van het denken" (How to Solve It) werd in 16 talen vertaald.
In dat boek verdeelt hij de oplossing van een wiskundig probleem in de volgende vier stappen:
1. Eerst moet men het probleem begrijpen.
2. Wanneer we het begrijpen, moeten we een plan maken.
3. Voer het plan uit.
4. Kijk terug op je werk en denk na hoe het zou kunnen verbeterd worden.

Het boek bevat ook een erg nuttige woordenboekachtige verzameling strategieën, waarvan verscheidene gebruikt worden in de kunstmatige intelligentie. Hij beschrijft ook de "backward chaining strategy", ook doelgerichte strategie genaamd. Dat komt erop neer dat de oplossing van het probleem via een doelenlijst wordt bereikt. Teruggaand langs een keten van gedachten onderzoeken we of de gegevens die te onzer beschikking staan, een van de doelen uit de lijst aantonen.

#### Voorbeeld
Veronderstel dat een van de doelen op de lijst luidt dat we vaststellen dat Béla springt. Daarbij kunnen we gebruikmaken van we de volgende drie regels:
1. Als Béla groen is, dan is Béla een kikker.
2. Als Béla een kikker is, dan springt Béla.
3. Béla is groen.

In dit geval moeten we de kennisbank die de drie regels bevat, doorzoeken op regels waarvan het "dan"-gedeelte overeenkomt met een doel uit onze lijst. Zo vinden we regel 2, en het "als"-gedeelte van die regel wordt aan onze doelen toegevoegd. We herhalen de zoektocht en vinden regel 1. Bij het begin wisten we ook dat Béla groen is, dus kunnen we aantonen dat Béla springt.

### Interessante citaten
- How I need a drink, alcoholic of course, after the heavy chapters involving quantum mechanics. (NL Ik moet iets drinken, alcoholisch natuurlijk, na de moeilijke hoofdstukken waarbij kwantummechanica komt kijken). — de lengtes van de Engelse woorden vormen de eerste 15 decimalen van het getal π = 3,14159 26535 8979
- Als je er niet in slaagt een bepaald probleem op te lossen, zoek dan een eenvoudiger probleem dat je wel kan oplossen. (If you can't solve a problem, then there is an easier problem you can solve: find it.)

## Boeken
- Aufgaben und Lehrsätze aus der Analysis, Springer, Berlijn, 1925 (met Gábor Szegő).
- Inequalities, Cambridge University Press, 1934 (met G.H.Hardy en J.E.Littlewood)
- How to solve it, A new aspect of mathematical method, Princeton University Press, 1945. (ISBN 0691080976)
- Isoperimetric inequalities in mathematical physics, Princeton University Press, 1951 (met Gábor Szegő).
- Mathematics and Plausible Reasoning, Princeton University Press, 1954.
- Mathematical Discovery. On understanding, Learning, and Teaching Problem Solving, John Wiley and Sons, 1962.
- Complex Variables, John Wiley and Sons, 1974. (met G.Latta)
- Mathematical Methods in Science, Leon Bowden, Washington, 1963.
- Notes on Introductory Combinatorics, Birkhäuser, 1983. (met Robert Tarjan en D.Woods)

## Naar hem genoemde prijzen
- Society for Industrial and Applied Mathematics (SIAM): Pólya-prijs voor combinatoriek
- London Mathematical Society: Pólya-prijs
- Mathematical Association of America (MAA): George Pólya Award